# Jiří Netík
Jiří Netík (* 9. srpna 1953, Brno, Československo) je český sochař, řezbář a restaurátor, původní profesí profesionální hudebník. Je považován za jednoho z nejvýznamnějších současných českých řezbářů, který se ve své tvorbě věnuje betlémům.

## Život
Pracuje zejména se dřevem, občas kombinuje materiál s kovem, sklem nebo nalezenými objekty. Velká část dřevěných soch je odlévána do bronzu. Jeho tvorba odráží úctu a respekt ke světu a údělu člověka podobně jako v dílech středověkých a barokních mistrů, vlastní produkce je však významně současná a realistická. Precizně vypracované detaily (výrazy obličejů, drapérie) svědčí o dokonale zvládnutém řemesle. Zaměřuje se na život lidské bytosti v kontextu přírody, historie lidstva a vesmíru. Středem pozornosti zůstává jedinec se svými bolestmi, hledáním identity, kořenů a svého místa na zemi. Vystavuje od roku 1983 v České republice, na Slovensku, v Rakousku, Itálii, ve Švýcarsku, Nizozemí, Německu a Francii. Příležitostně pracuje jako učitel a arteterapeut, organizuje a vede řezbářské kurzy pro širokou veřejnost. Pracuje a vystavuje společně se svou ženou Martinou (také sochařka a řezbářka). Jeho sochy jsou zastoupeny v mnoha soukromých sbírkách po celém světě.

### Významné realizace
- bronzová busta Jana Palacha ve foyer VUT v Brně (1989)
- socha Morava - dar města Brna českému prezidentovi V. Havlovi (1995)
- socha Justice - dar města Brna presidentu Itálie O. L. Scalfarovi (1995)
- návrh a realizace kolekce loveckých zbraní pro firmu Zbrojovka Brno (1997)
- 25 figur v nadživotní velikosti - Betlém pro chrám sv. Václava v Břeclavi (1997-1998)
- objekt Hrad duše pro kryptu karmelitánského kláštera v Linci (Rakousko) (2001)
- Tanec života, tanec smrti - návrh pro řezané umělecké sklo firmy Lobmeyr ve Vídni (Rakousko) (2001)
- Betlém v soukromé sbírce kardinála J. Meisnera v Kolíně nad Rýnem (Německo) (2005)
- Ekumenia - návrh řezby pro umělecky řezané sklo firmy Lobmeyr ve Vídni (Rakousko) (2005)
- socha Poklad pro zámek Greillenstein v Rakousku (2006)
- socha Morava - dar Jihomoravského kraje princi Aloisovi z Lichtenštejnska (2007)
- Korpus na kříži a sv. Don Bosco v nadživotní velikosti - pro Saleziány Dona Bosca v Brně Žabovřeskách (2008)
- socha Svatý Václav - dar Jihomoravského kraje papeži Benediktu XVI. při jeho návštěvě v Brně (2009)
- reliéf Betlém - osobní dar papeži Benediktu XVI. při audienci ve Vatikáně (2009)
- reliéf Audience u císaře - dar Asociace krajů České republiky presidentu Václavu Klausovi (2010)
- reliéf Gemini - dar Jihomoravského kraje prezidentu Václavu Klausovi (2011)
- Berla pro biskupa brněnského, socha Sv. Dominik - dar při příležitosti jmenování arcibiskupa Dominika Duky kardinálem (2012)
- socha "Lučištník" - bronzová socha v prostranství radnice Brno - Líšeň (2013)

### Poslední významné samostatné výstavy
- 2020 Vídeň - České centrum při velvyslanectví ČR (Rakousko) - dva vyřezávané betlémy a několik dřevěných skulptur andělů a českých světců, volná tvorba z posledních dvaceti let [2]
- 2017 Žďár nad Sázavou, Galerie Stará radnice
- 2016 Brno, Křížová chodba nové radnice
- 2015 Brno, Městské divadlo Brno, Galerie OC Vaňkovka
- 2014 Drážďany (Německo)
- 2013
  - Paříž - Notre Dame (Francie)
  - Brusel (Belgie) - stálé zastupitelství České republiky,
  - Brno - Divadlo Bolka Polívky
- 2012 Brno - letiště, zámek Primmersdorf (Rakousko)
- 2011 Památník Terezín - Malá pevnost
- 2010
  - Prostějov - Muzeum Prostějovska
  - Jindřichův Hradec - Muzeum Jindřichohradecka
  - Mikulov - Regionální muzeum
  - Rajhrad - Muzeum Brněnska, Památník písemnictví na Moravě
- 2009
  - Pantheon - Řím, (Itálie)
  - Fratres - Museum Humanum, (Rakousko)
  - Brno - Auto Palace
- 2008 Aix en Provence - Musée des Tapiseries, (Francie)
- 2007
  - Utrecht - Dóm, (Nizozemsko)
  - Primmersdorf - zámek, (Rakousko)
  - Brno - Křížová chodba Nové radnice
- 2006
  - Bergamo - radnice, (Itálie)
  - Praha - Národní muzeum - Musaion
  - Prostějov - Muzeum Prostějovska
- 2005 Brno - Moravské zemské muzeum, Palác šlechtičen
- 2003
  - Linec - Karmelitánský klášter ,(Rakousko)
  - Vídeň - generální ředitelství Allianz (Rakousko)
  - Praha - Bredovský dvůr, generální ředitelství Skanska
  - Jihlava - Dům Gustava Mahlera
- 2002
  - Brno - Besední dům
  - Wengen - Hotel Regina, (Švýcarsko)
- 2000 Praha - Rádio Svobodná Evropa

### Účast na sympoziích
- 2018 - mezinárodní setkání řezbářů World Wood Day v Angkor Vat (Kambodža)
- 2013 - 4. Mezinárodní sochařské sympozium v Mugla (Turecko)
- 2010 - 1. Mezinárodní sochařské sympozium v Mugla (Turecko)
- 2007 - 5. Mezinárodní sochařské sympozium v Caerleon / Velká Británie - Wales
- 2006 - 1. Mezinárodní umělecké sympozium - Atelier an der Donau (Poechlarn), Rakousko

### Významná ocenění
- 2017 - Florence Biennale, bronzová plaketa "Lorenzo Il Magnifico" - 3. místo v oboru sochařství
- 2016 - Cena Brno Top 100
- 2015 - Cena Brno Top 100
- 2014 - Cena Brno Top 100
- 2013 - Cena Brno Top 100
- 2012 - Cena Brno Top 100
- 2007 - Cena Jihomoravského kraje za přínos v oblasti výtvarného umění

O jeho práci byly natočeny filmy Pajduláci J. Netíka (1990, režie Křižan), "Aj, stojím před dveřmi a tluku" (1992, režie Tesáček) a "Dřevo a duše Jiřího Netíka" (2016, režie J. Vondrák)
Je zařazen v publikaci Who is who v České republice od roku 1994/1995, zařazen v publikaci "Oxford Encyclopedia Ltd." 2015